# Andrzej Śródka

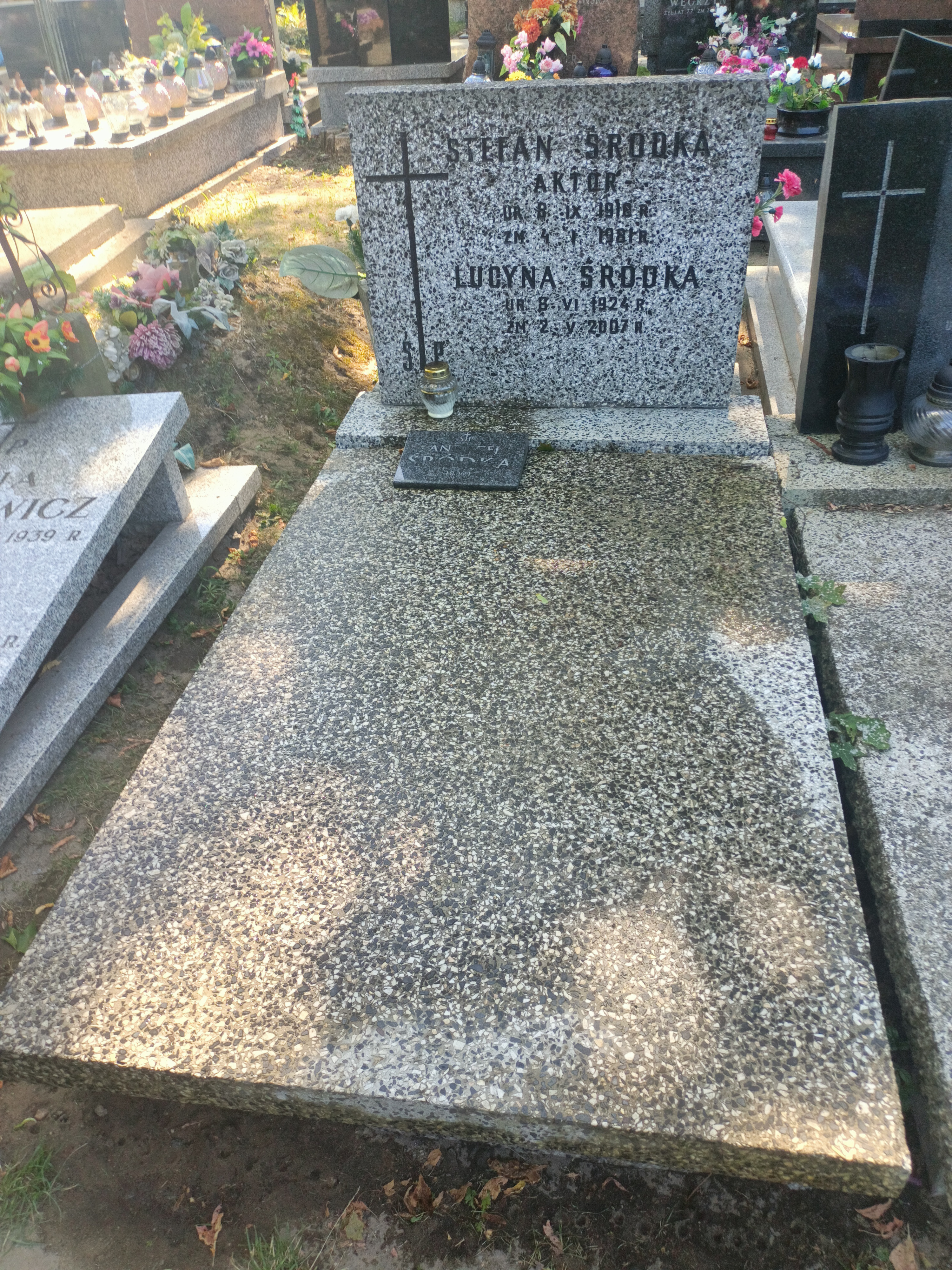
Grób Andrzeja Śródki na Cmentarzu Wojskowym na Powązkach

Andrzej Stefan Śródka (ur. 10 czerwca 1946 w Łodzi, zm. 30 września 2022) – profesor doktor habilitowany medycyny, naukowiec zajmujący się historią medycyny, historią nauki polskiej i patofizjologią.

## Życiorys
Syn aktora Stefana Śródki. 
Był pracownikiem naukowym Instytutu Historii Nauki PAN, gdzie pełnił stanowisko kierownika Pracowni Historii Medycyny, a w latach 1996–2000 dyrektora Instytutu. Był również członkiem Rady Naukowej IHN PAN.
Był kierownikiem Katedry Historii Medycyny na Wydziale Lekarskim w Collegium Medicum Uniwersytetu Jagiellońskiego i pracownikiem naukowym Akademii Medycznej w Warszawie (II Wydział Lekarski z Oddziałem Nauczania w Języku Angielskim oraz Oddziałem Fizjoterapii; Zakład Historii Medycyny i Filozofii).
Przez dwie kadencje (1991–2007) pełnił funkcję prezesa Polskiego Towarzystwa Historii Medycyny i Farmacji, członek Towarzystwa Naukowego Warszawskiego. Autor słownika biograficznego Uczeni Polscy XIX-XX stulecia (ISBN 978-83-85787-07-5).
Interesował się muzyką popularną i prowadził audycje radiowe: w 2017 w warszawskim radiu akademickim Kampus.
Pochowany na Cmentarzu Wojskowym na warszawskich Powązkach.